# Dálnice M5 (Maďarsko)
Dálnice M5 (maď M5-ös autópálya) je dálnice v Maďarsku spojuje hlavní město zeměBudapešť se Segedínem a Kecskemétem.
Na rozdíl od mnohých ostatních maďarských dálnic je tato zcela již dokončena; ve své finální fázi je dlouhá 173 km a vede až do obce Röszke na Maďarsko-srbské hranici. Budovat se začala směrem od metropole na začátku roku 1985; po prvním dvacetipětikilometrovém úseku se však začalo pokračovat až v 90. letech. Úsek do Kecskemétu byl dobudován v prosinci 2005, poslední úsek na hranice s jižním sousedem země pak byl zprovozněn v dubnu 2006. Kromě svého jižního konce je vedena celá jihovýchodním směrem.